# Titouan Le Bosq
Titouan Le Bosq, né le 17 juin 1998, est un planchiste français originaire de Fouesnant.

## Biographie
Originaire de Fouesnant, Titouan Le Bosq commence par le kitesurf puis a commencé la planche à voile B293 à ses 11 ans, avec la section sportive de son collège.
Ses performances lui ont permis de rentrer en 2015 au pôle espoirs voile de Brest au lycée Kerichen en classe de première en RS:X. Cette structure lui a permis de s'entraîner plus intensivement tout en suivant ses études. Titouan Le Bosq progressait rapidement grâce aux nombreux entraînements et préparations physiques mises en place (athlétisme, natation, musculation...). Ce qui lui a permis de se qualifier et de remporter le championnat du monde ISAF jeune qui se déroulait en Malaisie pendant la fin d'année 2015.
Après avoir été champion d'Europe 2016 en Finlande,, il a intégré le pôle France voile de Brest. 
Il a récemment remporté la Andalusian Olympic Sailing Week en mars 2019.
Son ambition est de participer aux Jeux olympiques de 2024.

## Palmarès
| Année     | Planche  | Compétition                                | Lieu de la régate  | Place/Compétiteurs |
| --------- | -------- | ------------------------------------------ | ------------------ | ------------------ |
| 2014      | B293     | Championnat d'Europe moins 17 ans          | Italie             | (3e sur 130)       |
| 2014      | B293     | Championnat de France Espoirs Glisse       | Martigues          | (1er sur 65)       |
| 2015      | Funboard | Mediterraneen Cup Windsurf                 | Marseille          | (3e sur 33)        |
| 2015      | RS:X 8.5 | Coupe de France Espoirs H                  | Carnac             | (2e sur 28)        |
| 2015      | RS:X 8.5 | Coupe de France H                          | La Tranche-sur-Mer | (1er sur 27)       |
| 2015      | RS:X 8.5 | Championnat du monde Jeunes H              | Pologne            | (3e sir 98)        |
| 2015      | RS:X 8.5 | Championnat d'Europe Eurosaf Jeunes H      | Brest              | (1er sur 10)       |
| 2015      | Funboard | CF Espoirs Glisse                          | Martigues          | (1er sur 33)       |
| 2015/2016 | RS:X 8.5 | Championnat du monde Isaf Jeunes RSX 8.5 H | Malaisie           | (1er sur 29)       |
| 2016      | RS:X 8.5 | Championnat d'Europe                       | Finlande           | (1er sur 62)       |
| 2016      | RS:X 8.5 | Championnat de France                      | Marseille          | (3e sur 32)        |
| 2017      | RS:X 8.5 | Championnat de France                      | Brest              | (1er sur 32)       |
| 2017      | RS:X M   | Championnat du monde U21                   | Japon              | 10e sur 34         |
| 2019      | RS:X M   | Andalusian Olympic Sailing Week            | Cadix              | (1er sur 51)       |
| 2020      | RS:X M   | Championnat du monde                       | Australie          | 15e sur 70         |
| 2021      | iQFOiL   | Championnat du monde                       | Suisse             | 17e sur 157        |
| 2022      | iQFOiL   | Championnat d'Europe                       | Italie             | 19e sur 154        |
| 2022      | iQFOiL   | Championnat du monde                       | Brest              | 13e sur 164        |